# Little Voice (película)
Little Voice (Vocecita, en español) es una película británica de 1998 dirigida por Mark Herman, con música de John Altman. El guion se basó en la obra The Rise and Fall of Little Voice, de Jim Cartwright.

## Producción
La película se filmó en Scarborough.

## Elenco
- Brenda Blethyn como Mari Hoff.
- Jane Horrocks como Laura 'Little Voice' Hoff.
- Michael Caine como Ray Say.
- Ewan McGregor como Billy.
- Jim Broadbent como Mr. Boo
- Philip Jackson como George.
- Annette Badland como Sadie.